# 聖魔大戰 (巧克力)
《聖魔大戰》（日語：ビックリマン）是樂天公司的生產的巧克力糖果，自1977年起在日本銷售。該產品以附贈「驚喜」貼紙而聞名，利用普通以及稀有的貼紙來吸引消費者。
最初隨食物附贈的貼紙旨在給消費者帶來驚喜並獲得人氣，但在1985年（昭和60年）發售的第13季結束。反之，新推出的系列貼紙帶有稀有屬性，加上隨著集換式卡牌元素的創作方向而在日本人氣沸騰。特別是「惡魔VS天使」系列在80年代末至90年代初在日本引發龐大熱潮，並推出了改編動畫等各種相關產品。貼紙在《別冊寶島》中被介紹為1985年的亞文化及流行現象之一。
公正取引委員會的建議被外界認為導致了繁榮開始衰退。1988年，公正取引委員會向樂天提出了三項自我約束建議：消除密封件的價格差異、均衡每種類型的混合比例以及不對特定密封件打商業廣告。樂天按照這個指示，將閃亮的頭像貼紙變成了普通的貼紙，命中頭像貼紙的概率也提升到了與惡魔相同的比例。結果，頭像這種稀有卡牌的價值以及全體卡牌整體價值暴跌，粉絲們大量流失。委員會提出這一建議的目的是「希望你們能夠以品質為基礎進行公平競爭，而非撈取額外的利益」，但樂天發言人表示，「貼紙的管制是迫於來自美國的壓力」。
商品本體「聖魔大戰巧克」（ビックリマンチョコ）是夾在威化餅之間的巧克力，成為在70年代出生的一代日本人心中的含花生巧克力之印象。商品發售之初的單價為30日圓，但2005年（平成17年）後提高到50日元、60日元、80日元。糖果也會因合作產品而導致價位產生變化。

## 外部連結
- 官方网站